# NGC 7516
NGC 7516 est une galaxie lenticulaire située dans la constellation de Pégase. Sa vitesse par rapport au fond diffus cosmologique est de 4 630 ± 35 km/s, ce qui correspond à une distance de Hubble de 68,3 ± 4,8 Mpc (∼223 millions d'al). NGC 7516 a été découverte par l'astronome allemand Albert Marth en 1864.